# Филипик
Филипик (грч: Φιλιππικος, умро 20. јануара 714. или 715. године), познат и као Филипик Вардан, је био византијски цар од 711. до 713. године.

## Биографија
Филипик је био рођен као Вардан у малоазијском граду Пергаму. Отац му је био аристократа патрикије Нићифор, а читава породица је највероватније била јерменског порекла. Цар Тиберије III Апсимар је 702/3. прогнао Вардана на острво Кефалонију у Јонском мору, али му је Јустинијан II Ринотмет по повратку на престо 705. дозволио повратак.
Крајем 710. или почетком 711. против Јустинијанове владе се побунио кримски град Херсон. Цар је послао флоту која не само није сузбила побуну већ се придружила побуњеницима који су сада уживали и подршку хазарског кагана. За противцара је извикан управо Вардан који је сада добио ново, владарско име Филипик. Флота је затим отпловила назад у престоницу Константинопољ и Јустинијан II и његова породица су побијени чиме је угашена Ираклијева династија. Филипик Вардан је тако успео да се наметне за новог цара.
Најзначајнији потез његове владавине био је покушај повратка монотелитском учењу који је још Шести васељенски сабор осудио као јерес. Филипик је прво сменио цариградског патријарха Кира (705—711) и именовао на његово место Јована IV (711—715). Цар је потом сазвао синод који је осудио одлуке Шестог васељенског сабора и рехабилитовао једног од утемељивача монотелитизма патријарха Сергија I. Разни натписи и представе Шестог васељенског сабора су уклоњени из царске палате и из читаве престонице. Оваква политика је изазвала сукоб са римским папством које се појавило као бранитељ никејско-цариградског симбола вере насупрот Филипиковом монотелитизму. Папа је затим одбио да прихвати Филипика за легитимног владара тако да се његово име не појављује ни на новцу који је кован у Риму ни на папским исправама.
Међутим, Филипикову владу нису окончала верска превирања већ војна слабост коју је царство показивало на оба фронта. На истоку, муслимански Арапи су 712. заузели погранични град Амасеју, а 713. су опљачкали Антиохију у Писидији. На западу, војни порази су деловали још убедљивије пошто је стари Јустинијанов савезник, бугарски кан Тервел почео, као вид одмазде за уклањање безносог цара, да пљачка Тракију. Бугари су пустошили и у околини Цариграда где су попалили имања имућних становника престонице. У недостатку правог отпора локалне царске војске, Филипик је у помоћ позвао војску из малоазијске теме Опсикион. Нова побуна војске из Опсикиона је 3. јуна 713. свргла и ослепела Филипика и на власт довела поглавара царске канцеларије Артемија који је владао као Анастасије II.
Филипикова политика заступања монотелитизма као званичног учења је доживела неуспех пошто је Анастасије одмах поништио његове мере. Након што је остао без круне, Филипик Вардан је поживео до 20. јануара 714. или 715. године. Сахрањен је у Далмацијев манастиру где су пре њега били конфинирани и Јустинијан II Ринотмет и Леонтије. У византијској традицији 8. века остао је запамћен као цар који је подигао себи обојену статуу. Уколико је овај податак веродостојан, Филипик Вардан је био последњи византијски владар који је уопште имао званични царски портрет у виду статуе.